# أوميت كان باتمان
أوميت كان باتمان (بالتركية: Ümit Can Batman)‏ هو لاعب كرة قدم تركي في مركز الوسط، ولد في 26 يونيو 1987 في سيحان في تركيا. لعب مع إسطنبول سبور وبولو سبور وغازي عنتاب إف كيه وغيرسون سبور وفتحية سبور.

## وصلات خارجية
- أوميت كان باتمان على موقع اتحاد تركيا (لاعب) (الإنجليزية)
- أوميت كان باتمان على موقع قاعدة بيانات كرة القدم.إي يو (الإنجليزية)